# Верховка (Тростянецкий район)
Верхо́вка (укр. Верхівка) — село в Ободовской сельской общине, Гайсинском районе Винницкой области Украины.
Рядом с селом находятся остатки укреплений, сооруженных Богданом Хмельницким в 1654 году.
Достопримечательность села — дворец польских панов Собанских, построенный в 1861-1894 годах. В настоящее время во дворце находится сельскохозяйственный колледж.
Код КОАТУУ — 0524180801. Население по переписи 2001 года составляет 1261 человек. Почтовый индекс — 24350. Телефонный код — 4343.
Занимает площадь 3,6 км².

## Адрес местного совета
24350, Винницкая обл., Тростянецкий р-н, с. Верховка, ул. Комсомольская, 50, тел. 28-5-94.